# Eurybia dardus
Eurybia dardus is een vlindersoort uit de familie van de prachtvlinders (Riodinidae), onderfamilie Riodininae.
Eurybia dardus werd in 1787 beschreven door Fabricius.